# Gaston Alibert
Gaston Jules Louis Antoine Alibert (París, 22 de febrer de 1879 – París, 26 de desembre de 1917) va ser un tirador d'esgrima francès que va competir a principis del segle xx.
El 1900 va prendre part en els Jocs Olímpics de París, aconseguint al setena posició de la competició d'espasa.
Vuit anys més tard va prendre part en els Jocs Olímpics de Londres, on disputà dues proves del programa d'esgrima: les proves d'espasa individual i espasa per equips, junt a Herman Georges Berger, Charles Collignon i Eugène Olivier. En ambdues proves guanyà la medalla d'or.
Va morir de tuberculosi que havia contret mentre era al front de la Primera Guerra Mundial.